# Ростовский уезд (Ярославская губерния)
Ростовский уезд — административно-территориальная единица Ярославской губернии Российской империи и РСФСР, существовавшая в 1777—1929 годах. Административный центр — город Ростов.

## География
Ростовский уезд являлся самым южным уездом Ярославской губернии. Граничил на западе с Угличским уездом Ярославской губернии, на юге с Переславским уездом Владимирской губернии, на востоке с Юрьев-Польским, Суздальским и Шуйским уездами Владимирской губернии, на севере с Ярославским уездом. Ландшафт уезда разнообразный: от низменностей до небольших возвышенностей.
Занимал территорию нынешнего Ростовского и Борисоглебского районов Ярославской области и Ильинского района Ивановской области.

## История

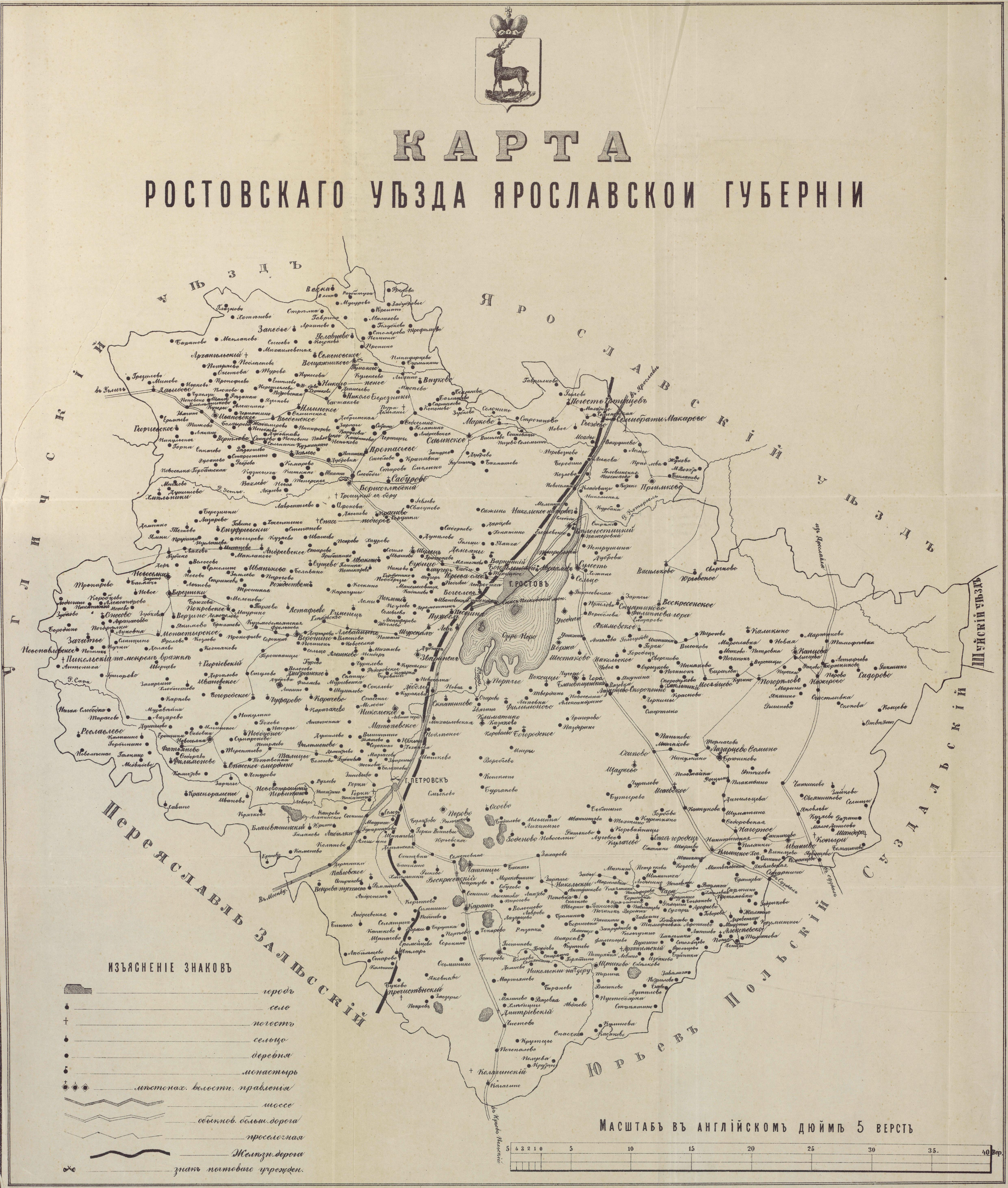
Старинная Карта Ростовского уезда

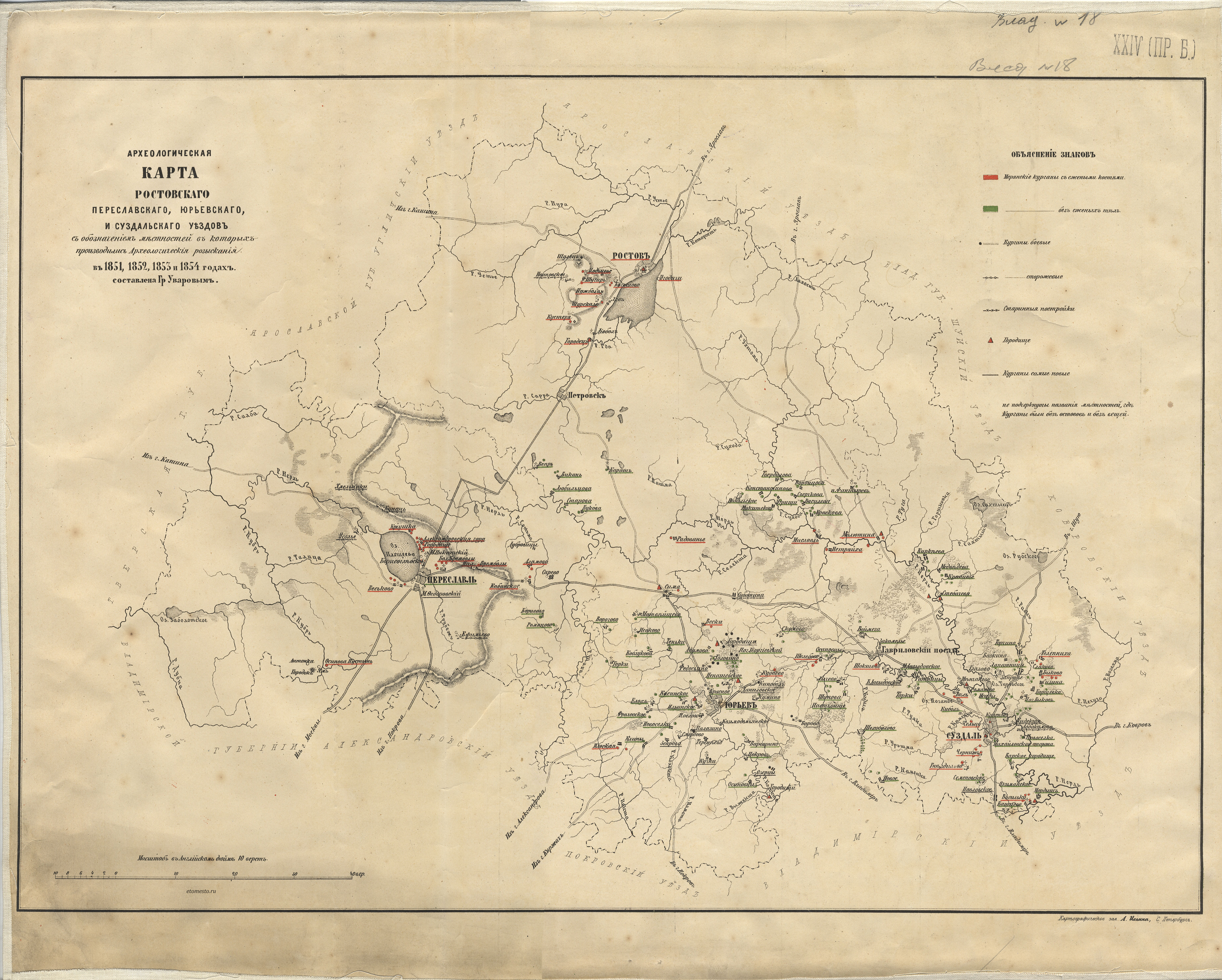
Археологическая карта Ростовского, Переславского, Юрьевского и Суздальского уездов, изыскания 1851, 1852, 1853 и 1854 годов

Уезд образован в 1777 году при учреждении Ярославского наместничества.
В 1796 году Ярославское наместничество было преобразовано в Ярославскую губернию, ликвидированный Петровский уезд вошёл в состав Ростовского уезда.
В 1929 году уезд был расформирован, его территория вошла в состав Ярославского округа Ивановской Промышленной области.

## Население
По переписи 1897 года население уезда составляло 148 970 человек.
По данным переписи населения 1926 года уезд имел 956 населённых пунктов с населением 192 786 человек.

## Экономика
Основным занятием населения было выращивание и переработка продуктов сельского хозяйства, в основном картофеля, зелёного горошка и репчатого лука. Также производился кирпич, свечи, мёд, а с конца XIX века и льняные ткани. Большую значимость для уезда имела Ростовская ярмарка, которая пришла в упадок после постройки Московско-Ярославской железной дороги.

## Административное устройство

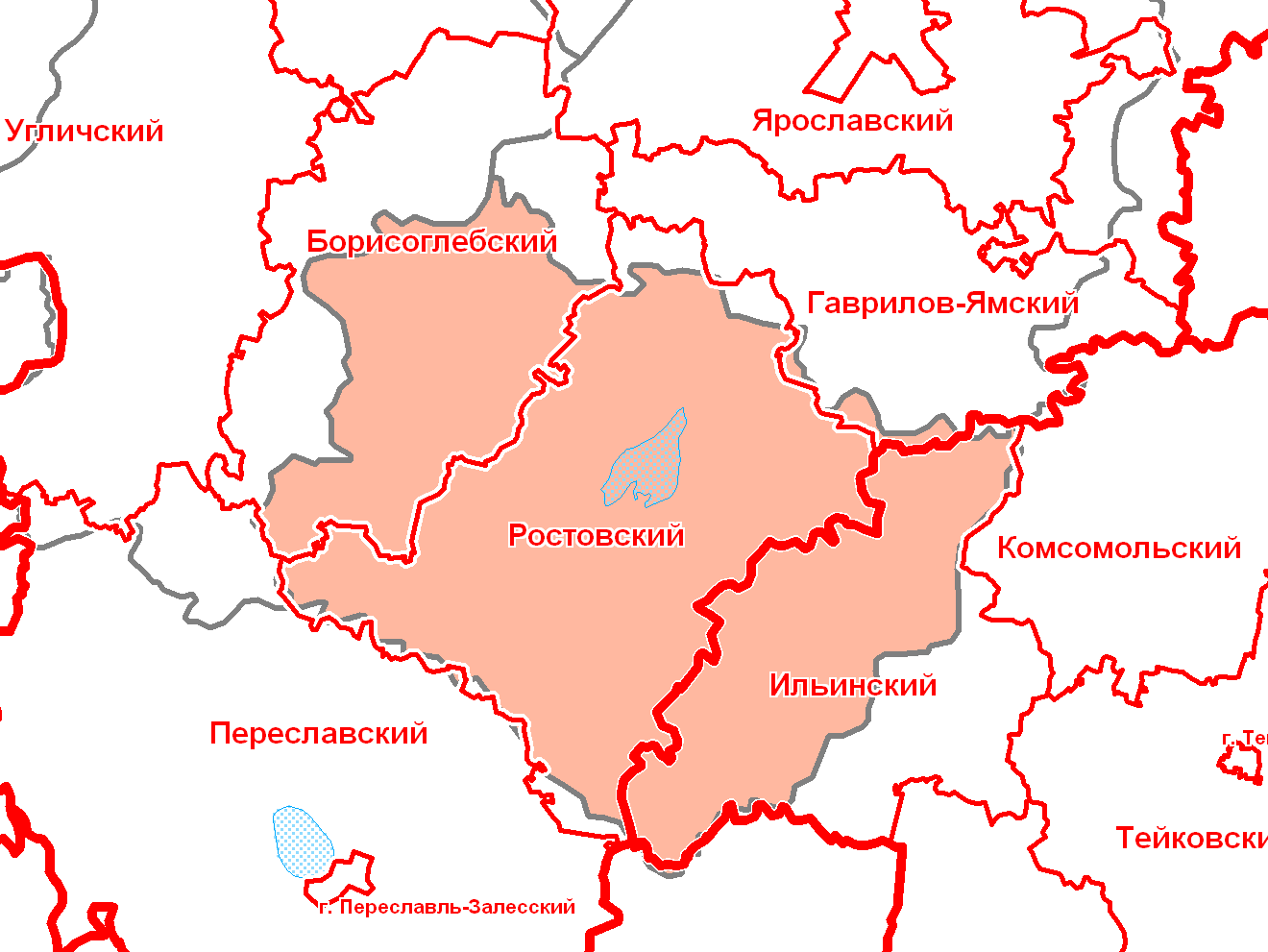
Ростовский уезд в современной сетке районов

В 1862 году в Ростовском уезде было 19 волостей: Астафьевская, Борисоглебская, Воржская, Вощажниковская, Гарская, Ивановская, Ильинская, Капцевская, Климотинская, Лазарцево-Фоминская, Любилковская, Никольская, Новоселко-Пеньковская, Новосельско-Зюзинская, Поречская, Приимковская, Савинская, Спасографская, Сулостская.
В 1890 году в состав уезда входило 22 волости
| № п/п | Волость               | Волостное правление       | Число селений | Население |
| ----- | --------------------- | ------------------------- | ------------- | --------- |
| 1     | Березниковская        | д. Березники              | 70            | 10716     |
| 2     | Борисоглебская        | с. Борисоглебская слобода | 41            | 7375      |
| 3     | Воржская              | с. Воржа                  | 24            | 6716      |
| 4     | Вощажниковская        | с. Вощажниково            | 39            | 4789      |
| 5     | Гарская               | с. Гари                   | 28            | 3868      |
| 6     | Дубровская            | д. Филимоново             | 59            | 8436      |
| 7     | Зверинцевская         | с. Зверинец               | 33            | 8003      |
| 8     | Ивановская            | с. Ивановское             | 47            | 7913      |
| 9     | Ивашевская            | с. Ивашево                | 23            | 4707      |
| 10    | Ильинская             | с. Ильинское-Хованское    | 17            | 4419      |
| 11    | Карашская             | с. Караш                  | 52            | 9160      |
| 12    | Нажеровская           | с. Капцево                | 33            | 7269      |
| 13    | Новоселко-Пеньковская | с. Фатьяново              | 32            | 6846      |
| 14    | Перовская             | д. Перово                 | 36            | 6504      |
| 15    | Поречская             | с. Поречье                | 1             | 3009      |
| 16    | Приимковская          | с. Приимково              | 19            | 4720      |
| 17    | Савинская             | с-цо Василёво             | 26            | 5172      |
| 18    | Сулостская            | с. Сулость                | 18            | 4676      |
| 19    | Угодичская            | с. Угодичи                | 21            | 8237      |
| 20    | Шулецкая              | с. Шулец                  | 42            | 9323      |
| 21    | Щадневская            | д. Щаднево                | 35            | 7188      |
| 22    | Щенниковская          | с. Щенниково              | 60            | 7231      |

В 1913 году в уезде также было 22 волости, центр Зверинцевской волости перенесён в д. Казарка, Ивановской — в д. Титово, Приимковской — в с. Макарово, Савинской в — с. Марково, Шулецкой — в д. Большая Шугорь, Щадневской — в д. Осипово.
В 1923 году в уезде было 10 укрупнённых волостей:
- Березниковская — д. Березники,
- Борисоглебская — с. Борисоглебская слобода,
- Ильинская — с. Ильинское-Хованское,
- Карашская — с. Караш,
- Макаровская — с. Макарово,
- Нажеровская — с. Погорелово,
- Петровская — с. Петровское,
- Поречская — с. Поречье,
- Приозерская — г. Ростов,
- Угодичская — с. Угодичи.

## Населённые пункты
Крупнейшие населённые пункты по переписи населения 1897 года, жит.:
- г. Ростов — 13 715
- с. Поречье — 2218
- с. Угодичи — 1876
- с. Воржа — 1556
- г. Петровск — 1505
- с. Борисоглебская слобода — 1454
- с. Ильинское-Хованское — 1335
- с. Сулость — 979
- с. Вощажниково — 817
- с. Семибрат-Макарово — 768
- с. Гари — 766
- с. Васильково — 694
- Блесс и ком. сукн. фабрика — 622
- д. Уткино — 602
- д. Борисовская — 598
- с. Вексицы — 577
- с. Скнятиново — 577
- д. Чурилово — 539
- с. Назорское — 537
- д. Захарово — 522
- д. Стрелы — 502

До конца XVIII века относился к Ростовскому уезду Якимовский Погост

## Уездные предводители дворянства[7]
| Года правления | Фамилия, Имя, Отчество                | Должность/Чин                                   |
| -------------- | ------------------------------------- | ----------------------------------------------- |
| 1778-1780      | Нечаев Пётр                           | Полковник                                       |
| 1781-1786      | Ошанин Михаил Васильевич              | Капитан                                         |
| 1787-1798      | Карнович Пётр Степанович              | Секунд-майор (1803), статский советник          |
| 1799-1801      | Лупандин Степан Алексеевич            | Коллежский асессор                              |
| 1802-1804      | Рудаков Николай Иванович              | Надворный советник                              |
| 1805           | Ошанин Александр Михайлович           | Майор                                           |
| 1806-1808      | Горяинов Александр Алексеевич         | Титулярный советник, коллежский асессор (1810)  |
| 1809-1811      | Никифоров Павел Петрович              | Коллежский асессор                              |
| 1812-1815      | Филатьев Владимир Иванович            | Полковник, статский советник (1822).            |
| 1815-1817      | Лупандин Дмитрий Степанович           | Коллежский асессор                              |
| 1818-1820      | Филатьев Дмитрий Иванович             | Коллежский асессор                              |
| 1821-1823      | Горяинов Илья Никитич                 | Поручик                                         |
| 1824-1826      | Рудаков Дмитрий Николаевич            | Надворный советник                              |
| 1827           | Филатьев Дмитрий Иванович             | Коллежский асессор                              |
| 1827-1829      | Нальянов Павел Дмитриевич             | Коллежский асессор                              |
| 1830-1832      | Чертков Алексей Матвеевич             | Штабс-капитан                                   |
| 1833-1852      | Протасьев Александр Петрович          | Артиллерии поручик, губернский секретарь (1849) |
| 1852           | Григоров Дмитрий Васильевич           | Артиллерии поручик                              |
| 1853-1856      | Лупандин Николай Павлович             | Надворный советник                              |
| 1857-1865      | Бабкин Александр Николаевич           | Капитан                                         |
| 1866-1868      | Князь Шаховской Василий Александрович | Надворный советник, камер-юнкер                 |
| 1868-1871      | Бабкин Александр Николаевич           | Капитан                                         |
| 1871-1889      | Булатов Дмитрий Александрович         | Надворный советник, камер-юнкер                 |
| 1889-1898      | Ошанин Александр Михайлович           | Подпоручик, действительный статский советник    |